# Karol Sławik

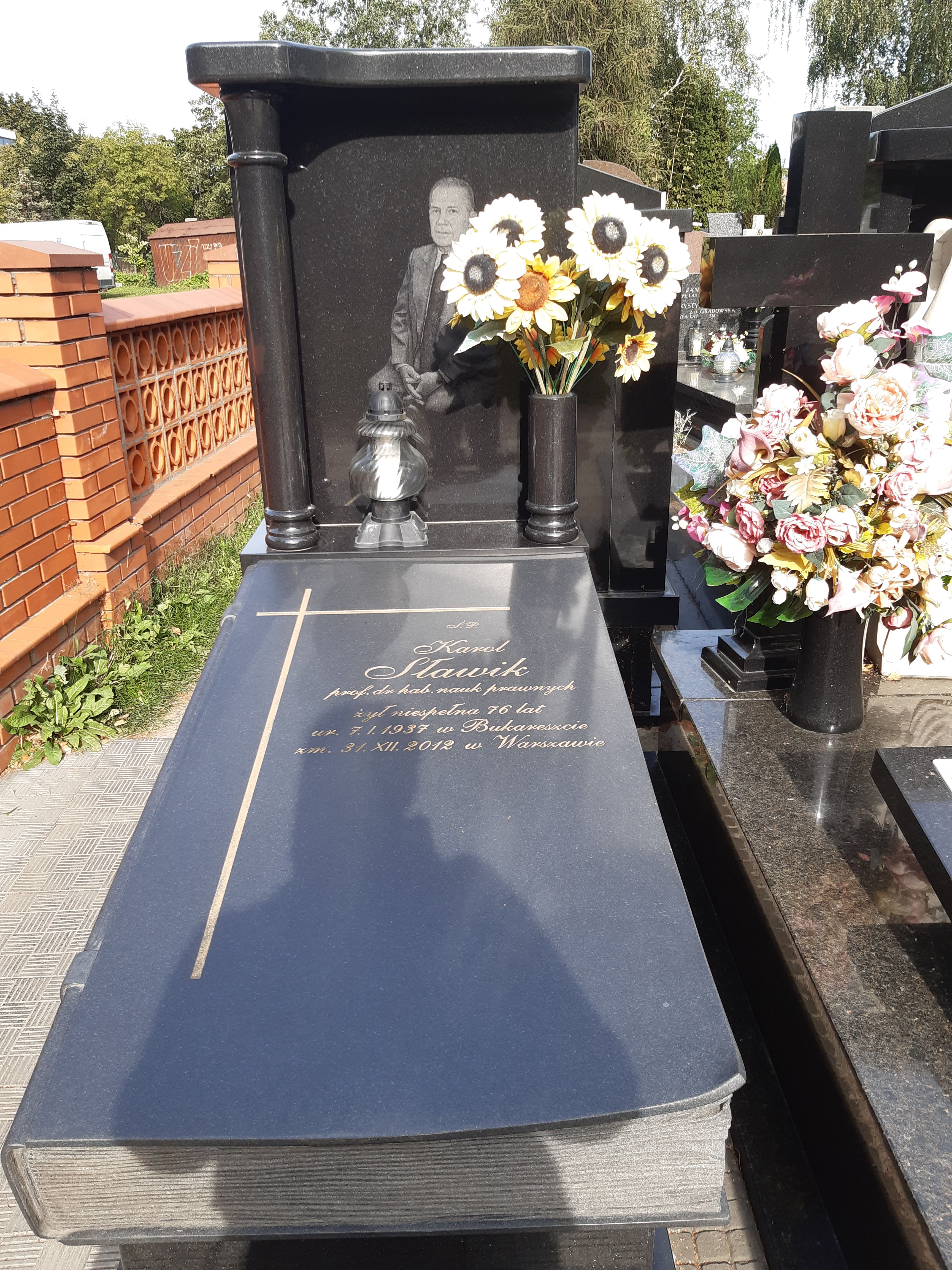
Grób profesora Karola Sławika na Cmentarzu w Wilanowie

Karol Sławik (ur. 7 stycznia 1937, zm. 31 grudnia 2012) – polski prawnik, radca prawny, profesor nauk prawnych. Współtwórca Polskiej Szkoły Kryminalistyki. Mieszkał i pracował w Warszawie.

## Życiorys
Maturę uzyskał w 1955 w Połczynie Zdroju. Tytuł zawodowy magistra prawa otrzymał w 1965 na Uniwersytecie Warszawskim. W 1975 na Uniwersytecie Jagiellońskim nadano mu stopień doktora (Wykrywanie sprawców kradzieży z włamaniami do mieszkań), a w 1980 stopień naukowy doktora habilitowanego (Fałszerstwa krajowych i obcych znaków pieniężnych w Polsce latach 1973-1977). Tytuł profesora zwyczajnego uzyskał w 1990. Specjalizował się w zakresie kryminalistyki, kryminologii, wiktymologii, psychologii kryminalistycznej, prawa karnego i policyjnego.
Dorobek naukowy obejmuje blisko 200 pozycji, w tym 170 artykułów i recenzji specjalistycznych, 24 monografie prawno-kryminalistyczne i kryminologiczne, podręczniki i skrypty uniwersyteckie. W swoich badaniach wypracował modele ujawniania przestępstw i identyfikacji ich sprawców. Wiele z jego prac charakteryzuje interdyscyplinarność. W problematyce przewija się troska o ofiary przestępstw (także zwierzęta), zwłaszcza z potencjalnie najsłabszych grup społecznych, jak ludzie starzy i chorzy oraz o dochodzenie praw pokrzywdzonych i ochronę ich godności.
Członek Zrzeszenia Prawników Polskich (b. członek Prezydium Zarządu  Głównego) oraz Polskiego Towarzystwa Kryminalistycznego i Krajowej Izby Radców Prawnych. W latach 1988–2007 kierownik i twórca Katedry Kryminalistyki i Kryminologii Wydziału Prawa Uniwersytetu Szczecińskiego. Od 1997 r. kierownik Katedry Kryminalistyki i Kryminologii Wyższej Szkoły Handlu i Prawa im. R. Łazarskiego w Warszawie (dydaktyka z przedmiotów: prawo karne, kryminalistyka i kryminologia). W latach 90. XX w. członek Doradczego Zespołu Komitetu Spraw Obronnych Rady Ministrów ds. zwalczania przestępczości zorganizowanej. Były delegat Polski na ONZ-owskie konferencje nt. zapobiegania przestępczości i traktowania przestępców. Współpracujący z Europejskim Towarzystwem Psychologii i Ekspertyzy Pisma (Niemcy–Szwajcaria) oraz z Hiszpańskim Królewskim Towarzystwem Grafologicznym (Barcelona–Madryt). Posiada uprawnienia radcy prawnego.
Odznaczony m.in. Krzyżem Oficerskim Orderu Polonia Restituta, Medalem Komisji Edukacji Narodowej. Uhonorowany m.in. nagrodą w dziedzinie kryminalistyki im. Prof. J. Sehna, przyznaną w 1976 r. przez Instytut Ekspertyz Sądowych w Krakowie.
Życiorys naukowy opublikowano m.in. w: Encyklopedii Artus Prus – Kto jest kim w Polsce Nowego Millenium, Polska Narodowa Oficyna, Poznań 2000, s. 490 oraz Złotej Księdze Nauki Polskiej 2000 i Złotej Księdze Nauk Społecznych 2014, Wydawnictwo Helion, Gliwice 2001, s. 466, 266 a także w Problemach Kryminalistyki, nr 279/2013

## Problematyka badań naukowych
W kręgu zainteresowań badawczych profesora Karola Sławika znajdują się zagadnienia taktyki i techniki kryminalistycznej oraz kryminologii i wiktymologii, w szczególności: objawy przestępczości i innych zjawisk patologicznych, sposoby ujawniania przestępstw kryminalnych i ekonomicznych, budowa modeli ujawniania przestępstw i identyfikacji ich sprawców, formy przeciwdziałania przestępczości, zwalczania konkretnych zjawisk i typów przestępstw (quasi terroryzmu i terroryzmu, fałszerstw krajowych i obcych znaków pieniężnych, fałszerstw dokumentów publicznych i prywatnych, kradzieży z włamaniami, kradzieży samochodów, przestępstw popełnianych w dużych aglomeracjach, zwłaszcza portowych). W ramach tej problematyki przygotował i opublikował kilka modeli działania oraz wydał szereg opinii na użytek organów ścigania i wymiaru sprawiedliwości. W dydaktyce i pracach badawczych uwzględnia możliwości stwarzane przez technikę kryminalistyczną, zwłaszcza z zakresu badań antropometrycznych, daktyloskopijnych, pismoznawczych, broni palnej i amunicji, mechanoskopii, traseologii i innych działów kryminalistyki służących identyfikacji osób i rzeczy. Kilkanaście jego prac podejmuje problemy z obszaru profilaktyki kryminologicznej i wiktymologicznej. Prace tego badacza i autora charakteryzuje interdyscyplinarne podejście do wielu istotnych problemów prawno-społecznych.

## Ważniejsze publikacje
Spośród monografii autorstwa profesora Karola Sławika, cytowanych w podręcznikach z zakresu kryminalistyki i nauk pomocniczych, wymienić należy: „Kryminalistyczne poszukiwania osób zaginionych”, „Kradzież z włamaniem do mieszkań”, „Fałszerstwa krajowych i obcych znaków pieniężnych”, „Ujawnianie przestępstw i wykrywanie ich sprawców”, „Współczesny sprawca przestępstwa”. We współautorstwie z Tadeuszem Hanauskiem wydał m.in.: „Wprowadzenie do kryminalistyki i kryminologii”, zaś w 2002 r.  ukazał się jego autorstwa podręcznik do nauk kryminalistyki, pt: „Kryminalistyka. Przegląd zagadnień”. W 2010 r. wydane zostały „Prawno-kryminalistyczne środki przeciwdziałania zagrożeniom”, w 2011 r. – „System prawa policyjnego” Pod Jego redakcją powstało też kilka prac zbiorowych, m.in.: „Działalność gospodarcza. Kluczowe problemy”. Na przełomie 2013/2014 r. ukaże się pozycja popularnonaukowa: „Zagrożenia życia i zdrowia ludzkiego w Polsce”. Kilka publikacji profesora Karola Sławika ukazało się w zagranicznych wydawnictwach Anglii, Francji, Niemiec i Hiszpanii.

## Aktywność naukowo–dydaktyczna
Opiekun ponad 800 prac magisterskich i licencjackich, promotor kilku doktorów oraz recenzent wielu rozpraw doktorskich i autor ocen dorobków naukowych w przewodach habilitacyjnych i postępowaniach o nadanie tytułu profesorskiego. Kierownik tematów badawczych obejmujących m.in.: przestępczość przeciwko mieniu, podpalenia, fałszerstwa znaków pieniężnych, terroryzm i quasi terroryzm, fałszerstwa dokumentów, prawno-kryminalistyczną ochronę środowiska naturalnego, przestępczość przy użyciu broni, nowe zjawiska patologiczne.
Organizator i współorganizator kilku konferencji ogólnokrajowych m.in. na temat: terroryzmu (Szczecin–1991), współczesnej przestępczości (Szczecin–1995), niekonwencjonalnych środków i metod rozpoznawczo-wykrywczych (Szczecin–2003) oraz uczestnik i referent w wielu krajowych i zagranicznych sympozjach oraz konferencjach naukowych (m.in. delegat Polski na mediolańskim kongresie ONZ rozpatrującym problemy przestępczości i traktowania przestępców).